# Johann Öllinger
Johann (Hans) Öllinger (* 7. September 1914 in Mühlbach am Hochkönig; † 15. Juni 1990 in Klagenfurt) war SS-Untersturmführer und von 21. April bis 22. Mai 1970 kurzzeitig Bundesminister für Land- und Forstwirtschaft im ersten rein sozialdemokratischen Kabinett der Republik Österreich.

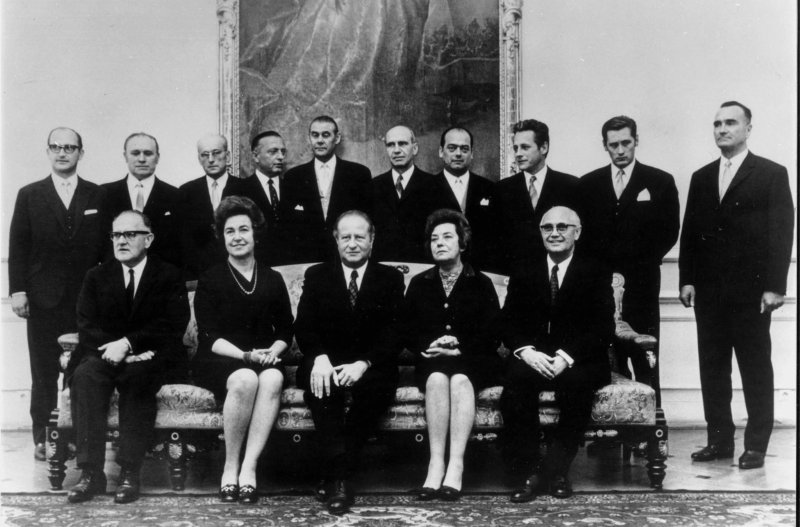
Johann Öllinger (rechts stehend) im Kabinett Kreisky I (1970)

## Leben
Öllinger studierte Agrarwirtschaft an der Wiener Hochschule für Bodenkultur, wurde 1937 Diplomingenieur und promovierte 1942 mit dem Thema Untersuchungen über die Milchwirtschaft im Gau Kärnten. Von Juni 1933 bis Herbst 1937, auch während der „Verbotszeit“ nach dem gescheiterten Juliputsch, war er Angehöriger und zuletzt Sturmführer der SA. Dabei beteiligte er sich an Terrorakten gegen die austrofaschistische Regierung. 1937 wurde er Mitglied der SS (SS-Nummer 297.660) und brachte es zum Untersturmführer und Mitglied der SS-Totenkopfverbände. Nach dem „Anschluss“ 1938 trat Öllinger in die Landesbauernschaft Südmark (Steiermark, Kärnten, inklusive Osttirol und das Südburgenland) ein und wurde im Mai 1938 Mitglied der NSDAP.
1940 schied er nach eigenen Angaben aus SS und NSDAP aus und meldete sich zur Wehrmacht, um als Offizier am Westfeldzug teilzunehmen. Gerüchteweise war er aus der SS ausgeschlossen worden. Als Alpinist war er Mitglied in zwei Gebirgsdivisionen und nahm laut Simon Wiesenthal an Flammenwerferkommandos, „Brandbrigaden“ teil, die Überlebende nach Erstürmung von Dörfern töteten. Im April 1946 wurde er aus französischer Kriegsgefangenschaft entlassen, es sei außer seiner „Zugehörigkeit zur SS nichts Nachteiliges oder Belastendes“ vorgelegen.
Nach dem Krieg gelang ihm trotz politischer Vorbelastung eine Beamtenkarriere im Amt der Kärntner Landesregierung. Er brachte es bis zum Hofrat, trat zwar nicht der SPÖ bei, wurde aber 1960 Mitglied des BSA.

## Öllinger-Affäre
Bundeskanzler Bruno Kreisky nominierte den parteiunabhängigen Agrarexperten Öllinger als ersten Landwirtschaftsminister, der nicht der ÖVP angehörte, 1970 für sein Kabinett. Er war Kreisky, der ihn zuvor nicht gekannt hatte, vom Kärntner Landeshauptmann Hans Sima vorgeschlagen worden. Die Zeitschrift Die Furche veröffentlichte, nach Hinweisen von Wiesenthal, daraufhin Öllingers NS-Vergangenheit. Aufgrund heftiger Diskussionen in der Öffentlichkeit, die auch international geführt wurden, trat Öllinger vier Wochen nach seiner Ernennung zurück. Kreisky hatte sich geweigert, Öllinger aus politischen Gründen abzuberufen, daher trat Öllinger „freiwillig und nur aus Krankheitsgründen“ von seinem Amt zurück. Nach anderen Angaben hatte Öllinger tatsächlich einen Herzanfall erlitten.
Sein Nachfolger im Amt wurde Oskar Weihs, ebenfalls BSA- und ehemaliges NSDAP-Mitglied.